# Foundation for Contemporary Art
Foundation for Contemporary Art (AFD) è una fondazione che si occupa di arti visive in Ghana. Mira a creare una rete attiva di artisti e fornire uno spazio critico, fondamentale per lo sviluppo dell'arte contemporanea in Ghana. Di base ad Accra, la FCA è stata fondata nel 2004. L'ufficio FCA si trova nel W.E.B. DuBois Memorial Centre nel quartiere Cantonments di Accra.
La Fondazione per l'Arte Contemporanea ha attualmente circa 100 soci - artisti, critici, collezionisti, appassionati d'arte - oltre ad un comitato consultivo e di un comitato esecutivo. La Fondazione per l'arte contemporanea Ghana recluta attivamente nuovi membri e accoglie tutti gli artisti che praticano e le persone interessate all'arte contemporanea.